# Anicla incaica
Anicla incaica är en fjärilsart som beskrevs av Köhler 1979. Anicla incaica ingår i släktet Anicla och familjen nattflyn. Inga underarter finns listade i Catalogue of Life.